# Opinion leader
Opinion leader (in italiano leader di opinione) è un concetto che nasce con la teoria del flusso di comunicazione a due livelli (two-step flow of communication) proposto da Paul Lazarsfeld, Bernard Berelson e Hazel Gaudet nel 1944. La teoria è stata inoltre ulteriormente sviluppata da Robert K. Merton e C. Wright Mills.
Secondo tale teoria, il messaggio prodotto dai media (primo livello del flusso di comunicazione) viene "filtrato" dai rapporti interpersonali che si instaurano tra gli individui (e tra essi e i leader) e viene dunque rimandato a un secondo livello. 
Questa teoria è stata oggetto di numerose critiche perché considera l'individuo come passivo ricevitore e ampliata successivamente dallo stesso Lazarsfeld, considerando il processo di diffusioni delle comunicazioni non più a due livelli, ma a più stadi, nel quale i messaggi vengono filtrati da diversi soggetti. 
L'opinion leader è un utente attivo dei media che interpreta il significato o il contenuto dei messaggi mediatici per utenti medio-bassi dei media. Tipicamente l'opinion leader è tenuto in grande considerazione da coloro che accettano le sue opinioni. L'opinion leadership solitamente è limitata ad alcuni argomenti, ossia che una persona che è opinion leader in un campo potrebbe essere follower ("seguace") in un altro campo. Un esempio di opinion leader nel campo dell'informatica potrebbe essere un vicino di casa di professione tecnico di computer: il tecnico ha accesso a molte più informazioni in questo campo di un utente medio e ha il necessario bagaglio per capire le relative informazioni. Attraverso la condivisione delle conoscenze, gli opinion leader possono aiutare gli altri a svolgere meglio il proprio lavoro, facilitare lo sviluppo personale e migliorare il riconoscimento personale.
Secondo Yufu Kuwashima, il potere e l'influenza di un opinion leader derivano dalla rete che i suoi seguaci creano. I sostenitori convinti divulgano il messaggio del leader agli altri consumatori di media, rafforzando la sua influenza. Se si dovesse eliminare l'opinion leader, rimarrebbe comunque una rete di utenti connessi che potrebbero condividere idee tra loro. Un opinion leader costruisce questa rete, ma la capacità di influenzare gli altri risiede nella rete stessa. Per influenzare efficacemente l'opinione dei seguaci, questi devono ritenere il leader superiore a loro.